# Сент-Кристофер-Невис-Ангилья
Сент-Кристофер-Невис-Ангилья (или Сент-Кристофер, Невис и Ангилья) была британской колонией в Вест-Индии с 1882 по 1983 год, состоящей из островов Ангилья (до 1980 года), Невис и Сент-Кристофер (или Сент-Китс). С 1882 по 1951 год, и снова с 1980 года, колония была известна просто как Сент-Кристофер и Невис. Она получила независимость в 1983 году как Федерация Сент-Китс и Невис.

## История
Острова Сент-Кристофер и Невис были британскими колониями с 17-го века, хотя всегда управлялись отдельно. Союз Сент-Кристофера и Невиса был предложен в 1867 году, когда капитан Джеймс Джордж Маккензи был назначен лейтенант-губернатором Сент-Кристофера с мандатом добиваться объединения администраций двух островов. Однако это предложение встретило решительную оппозицию и было снято в следующем году. В 1871 году Сент-Кристофер и Невис стали президентствами в составе Федеральной колонии Подветренных островов, а Ангилья была присоединена к Сент-Кристоферу в качестве зависимой территории. В 1882 году законодательный орган Подветренных островов принял закон о слиянии двух президентств, образовав объединённое президентство Сент-Кристофера и Невиса.
В 1951 году название колонии было изменено, чтобы включить Ангилью. Колония Подветренных островов была расформирована в 1958 году из-за частых конфликтов между её членами. С 1958 по 1962 год Сент-Кристофер-Невис-Ангилья образовал провинцию Вест-Индской Федерации, избрав двух членов в Палату представителей, а также имея двух сенаторов, назначенных генерал-губернатором. в 1967 году территории Сент-Кристофер-Невис-Ангилья была предоставлена полная внутренняя автономия, как ассоциированному государству Соединенного Королевства. Соединенное Королевство сохранило ответственность за оборону и внешние сношения, в то время как судебная система подверглась реформе, был создан Верховный суд ассоциированных Штатов Вест-Индии (хотя Тайный Совет оставался высшим апелляционным судом). Позднее, в 1967 году, ангильцы изгнали с острова полицию Федерации и провозгласили её независимость в качестве Республики Ангилья. Последовал ряд промежуточных соглашений, которые привели к прямому управлению островом со стороны Великобритании, хотя он не был формально отделен до декабря 1980 года, когда был сделан отдельной колонией короны.

Невис также пытался отделиться от федерации несколько раз, но лидеры острова были безуспешны в своих усилиях. Однако им удалось обеспечить большую автономию для Невиса в годы, предшествовавшие независимости, которой они добились в сентябре 1983 года после задержки в несколько лет, в течение которых шли переговоры. Сэр Фредерик Альберт Филлипс, первый губернатор Сент-Кристофер-Невис-Ангильи, написал в 2013 году:
Общепризнано, что федерация потерпела неудачу по нескольким причинам. Она не оправдала надежд на значительное улучшение управления; она не смогла обеспечить экономию в управлении федеративными островами как единым составным подразделением; и она потерпела неудачу в том, что она не добилась никакого значительного успеха с точки зрения социального развития.

## Политика

### Список управляющих
С 1882 по 1958 год управляющий Федерации находился под более широкой юрисдикцией губернатора Подветренных островов. С 1958 по 1962 год управляющий отвечал перед генерал-губернатором Вест-Индской Федерации.
Президенты
- 1882-83: Alexander Wilson Moir
- 1883-88: Charles Monroe Eldridge (фактически до 1885)
- 1888-89: Francis Spencer Wigley (фактически)

Комиссионер
- 1889-95: John Kemys Spencer-Churchill

Администраторы
- 1895-99: Thomas Risely Griffith
- 1899—1904: Чарльз Томас Кокс
- 1904-06: Роберт Бромли
- 1906-16: Томас Лоуренс Роксбург
- 1916-25: Джон Бёрдон
- 1925-29: Томас Реджинальд Сент-Джонстон
- 1929-31: Теренс Чарльз Макнайтен
- 1931-40: Douglas Roy Stewart
- 1940-47: James Dundas Harford
- 1947-49: Leslie Stuart Greening
- 1949: Frederick Mitchell Noad
- 1949-56: Hugh Burrowes
- 1956-66: Генри Энтони Камилло Ховард
- 1966-67: Фредерик Альберт Филлипс

Губернаторы
- 1967-69: Фредерик Альберт Филлипс
- 1969-75: Милтон Аллен (фактически до 1972)
- 1975-81: Пройбин Иннис
- 1981-83: Клемент Эфелстоун Эрриндел

### Список глав правительств
Главные министры
- 1960-66: Пол Саутвелл
- 1966-67: Роберт Брэдшоу

Премьер-министры
- 1967-78: Роберт Брэдшоу
- 1978-79: Пол Саутвелл
- 1979-80: Ли Мур
- 1980-83: Кеннеди Симмондс

## Спорт и культура

Флаг Сент-Кристофер-Невис-Ангилья с 1958 по 1967 год

Национальная футбольная команда дебютировала в 1938 году в товарищеском матче против Гренады, но играла лишь эпизодически. Она играет более-менее регулярно лишь с момента обретения независимости. В крикете национальные команды Ангильи, Невиса и Сент-Китса соревновались отдельно на региональном уровне, хотя объединённые команды иногда выставлялись в прошлом. Делегации из Сент-Кристофера-Невиса-Ангильи несколько раз участвовали в CARIFTA Games, выиграв медали в 1977 и 1983 годах. На Игры Содружества 1978 года в Эдмонтоне, Альберта, Канада, Федерация отправила четырёх спортсменов (двух бегунов и двух велосипедистов, все мужчины), но они не смогли выиграть медали.